# Інститут космічних досліджень Російської академії наук

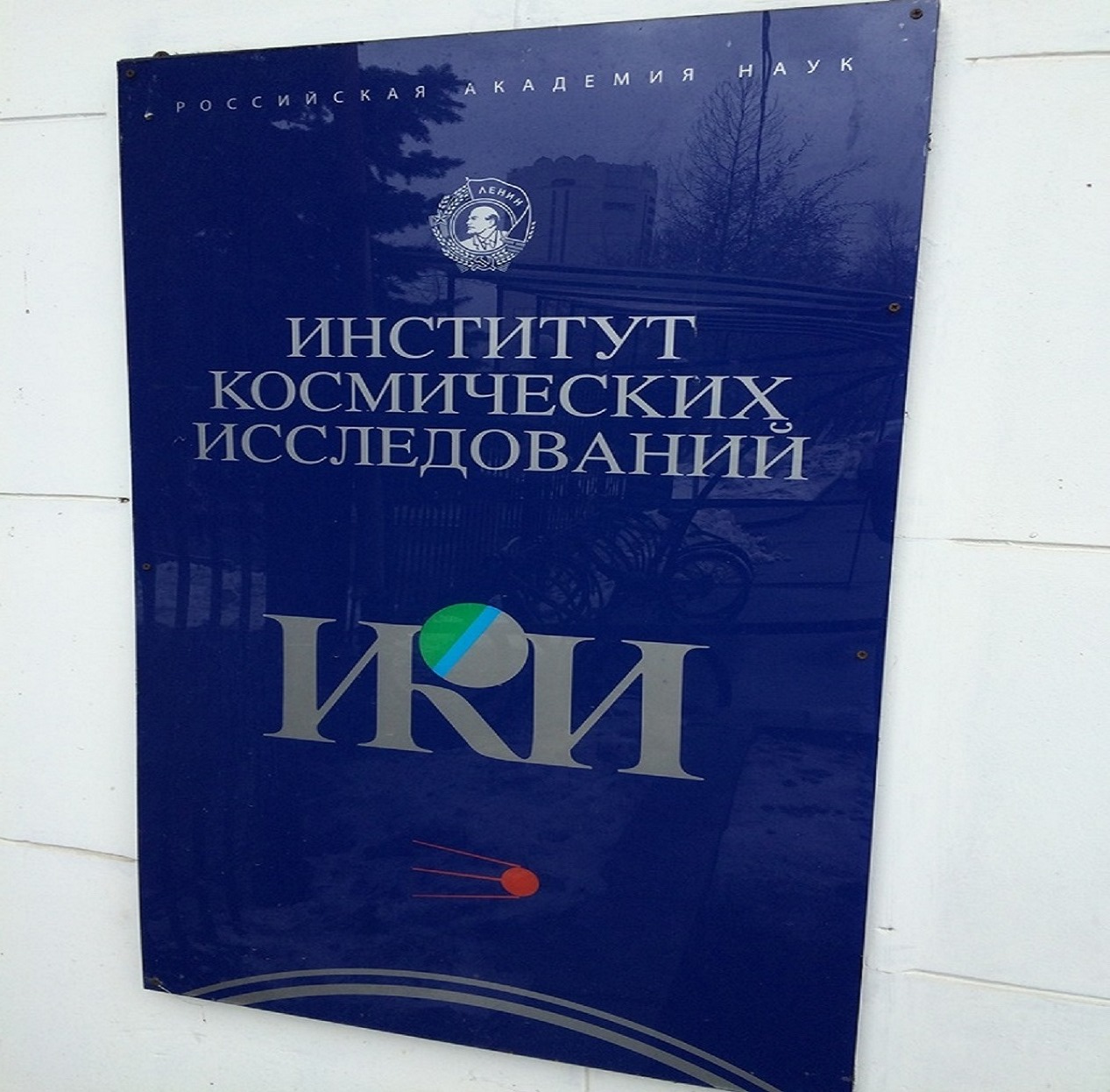
Табличка організації

Федеральний державний бюджетний заклад науки Інститут космічних досліджень Російської академії наук (рос. Федеральное государственное бюджетное учреждение науки Институт космических исследований Российской академии наук, ІКІ РАН) — головний академічний інститут з дослідження та використання космічного простору для фундаментальних наукових досліджень. Інститут розташований в Москві, має підрозділи в Тарусі (Калузька область) та Євпаторії (окупований Росією Крим). Виконує експериментальні наукові роботи з астрофізики, фізики планет та малих тіл Сонячної системи, фізики Сонця та сонячно-земних зв'язків, космічної плазми та геофізики, також він проводить розробку та випробування наукової апаратури за проєктами Російської академієї наук та державної корпорації «Роскосмос». За підтримку російського оборонного сектора на тлі вторгнення Росії в Україну інститут перебуває під санкціями США.

## Історія
Заснований 15 травня 1965 року декретом Ради Міністрів СРСР як Інститут космічних досліджень АН СРСР з ініціативи президента Академії наук СРСР Мстислава Келдиша.
У 1992 році перейменований на Інститут космічних досліджень РАН.
1986 року за роботи з дослідження комети Галлея та розвиток міжнародного співробітництва у мирному освоєнні космосу інститут був нагороджений Орденом Леніна.

### Директори інституту
1. Георгій Петров[ru] (1965–1973)
2. Роальд Сагдєєв (1973–1988)
3. Альберт Галєєв[ru] (1988–2002)
4. Лев Зелений[ru] (2002–2018)
5. Анатолій Петрукович[ru] (з 2018)

## Космічні місії
- Російський нейтронний детектор HEND (High Energy Neutron Detector) для космічного орбітального апарата «Марс Одіссей» (НАСА, запуск 2001).
- Орбітальна рентгенівська та гамма-обсерваторія «Інтеграл» (ЄКА, запуск 2002).
- Три наукові прилади автоматичної міжпланетної станції «Марс-експрес» (ЄКА, запуск 2003):
  - картуючий спектрометр OMEGA;
  - планетний фур'є-спектрометр PFS;
  - ультрафіолетовий та інфрачервоний спектрометр SPICAM.
- Два наукові прилади автоматичної міжпланетної станції «Венера-експрес» (запуск 2005, завершення роботи 2015):
  - ультрафіолетовий та інфрачервоний спектрометр SPICAV/SOIR;
  - планетний фур'є-спектрометр PFS (не функціонує від початку місії).
- Експеримент БТН-М № 1 («Бортовий телескоп нейтронів») на борту Російського сегменту Міжнародної космічної станції (працює від 2007).
- Російський нейтронний детектор LEND (Lunar Exploration Neutron Detector) для космічного орбітального апарата Lunar Reconnaissance Orbiter (НАСА, запуск 2009).
- Плазмово-магнітний експеримент «Плазма-Ф» на космічному апараті «Спектр-Р» проєкту «Радіоастрон» (запуск 2011).
- Російський нейтронний детектор DAN (Dynamic Albedo of Neutrons) марсохода «К'юріосіті» (запуск 2011).
- Російсько-європейська місія «ЕкзоМарс» з дослідження Марса. ІКІ РАН — головна організація з наукової програми проєкту з російської сторони (запуск 2016).
- Чотири наукові прилади місії «БепіКоломбо» до Меркурія (ЄКА і JAXA, запуск 2018):
  - Меркуріанський гамма- та нейтронний спектрометр МГНС;
  - Ультрафіолетовий спектрометр PHEBUS;
  - Камера спостереження у променях натрію MSASI;
  - Панорамний енергомас-спектрометр позитивно заряджених іонів ПИКАМ.
- Рентгенівська орбітальна обсерваторія «Спектр-РГ» (Роскосмос і Німецький аерокосмічний центр, запуск 2019).
- Автоматичні міжпланетні станції «Місяць-25» — «Місяць-27» (запуск 2022).
- Багатосупутниковий проєкт «Резонанс» з вивчення взаємодій «хвиля-частка» у внутрішній магнітосфері Землі.
- Автоматична міжпланетна станція Венера-Д для вивчення Венери з посадкового апарата.
- Проєкт «Інтергеліозонд»[ru] для вивчення Сонця з близької відстані (близько 40 радіусів Сонця).